# Norddeutsche Fußballmeisterschaft 1927/28

Der Hamburger SV gewann zum sechsten Mal die norddeutsche Fußballmeisterschaft.

Die norddeutsche Fußballmeisterschaft 1927/28 war die 22. vom Norddeutschen Sport-Verband ausgetragene Fußballmeisterschaft. Sieger wurde der Hamburger SV im Endrundenturnier mit zwei Punkten Vorsprung vor Holstein Kiel. Durch diesen Sieg qualifizierte sich die Hamburger für die deutsche Fußballmeisterschaft 1927/28, bei der sie nach Siegen über FC Schalke 04, VfB Königsberg und FC Bayern München das Finale erreichten. Das am 29. Juli 1928 im Altonaer Stadion stattfindende Spiel gegen Hertha BSC gewann der Hamburger SV mit 5:2 und konnte sich somit seinen zweiten deutschen Fußballmeistertitel sichern. Holstein Kiel durfte als Vizemeister ebenfalls an der deutschen Fußballmeisterschaft teilnehmen und schied im Viertelfinale durch eine 0:4-Niederlage gegen Hertha BSC aus.

## Modus & Übersicht
Erneut fand der Spielbetrieb zuerst in den sechs regionalen Bezirken Groß-Hamburg, Lübeck-Mecklenburg, Nordhannover, Schleswig-Holstein, Südhannover-Braunschweig und Weser/Jade statt. Die obersten Bezirksligen waren jeweils nochmals in mehreren Staffeln unterteilt. Die besten Vereine aus den jeweiligen Bezirksligen qualifizierten sich für die norddeutsche Fußballendrunde.
| Bezirk                   | Meister            | weitere Qualifikanten                                       |
| ------------------------ | ------------------ | ----------------------------------------------------------- |
| Groß-Hamburg             | Hamburger SV       | St. Pauli Sportverein, SC Victoria Hamburg, Union 03 Altona |
| Lübeck-Mecklenburg       | Lübecker BV Phönix |                                                             |
| Nordhannover             | VfR Harburg        |                                                             |
| Schleswig-Holstein       | Holstein Kiel      | VfB Union-Teutonia Kiel                                     |
| Südhannover-Braunschweig | Hannover 96        | Hannoverscher SC 02, SV Arminia Hannover                    |
| Weser-Jade               | VfB Komet Bremen   | SV Werder Bremen                                            |

## „Bezirksliga“ Groß-Hamburg
Die Liga des Bezirks Groß-Hamburg war in dieser Spielzeit erneut in die Gruppen Alsterkreis und Elbekreis unterteilt. Die Sieger und die Zweitplatzierten beider Staffeln qualifizierten sich für die norddeutsche Endrunde, die Sieger beider Staffeln ermittelten in einem Finale zusätzlich den Hamburger Fußballmeister.

### Alsterkreis
| Pl. | Verein                     | Sp. | S  | U | N  | Tore    | Quote | Punkte |
| --- | -------------------------- | --- | -- | - | -- | ------- | ----- | ------ |
| 1.  | Hamburger SV (M)           | 16  | 14 | 1 | 1  | 101:220 | 4,59  | 29:30  |
| 2.  | SC Victoria Hamburg        | 16  | 13 | 2 | 1  | 072:250 | 2,88  | 28:40  |
| 3.  | SpVgg Polizei Hamburg      | 16  | 6  | 3 | 7  | 038:330 | 1,15  | 15:17  |
| 4.  | Eimsbütteler TV            | 16  | 6  | 2 | 8  | 030:450 | 0,67  | 14:18  |
| 5.  | SC Unitas 1902 Hamburg (N) | 16  | 5  | 4 | 7  | 027:550 | 0,49  | 14:18  |
| 6.  | SV St. Georg               | 16  | 4  | 4 | 8  | 028:370 | 0,76  | 12:20  |
| 7.  | FC St. Pauli (N)           | 16  | 6  | 0 | 10 | 030:500 | 0,60  | 12:20  |
| 8.  | Wandsbeker FC              | 16  | 5  | 2 | 9  | 033:620 | 0,53  | 12:20  |
| 9.  | SC Sperber Hamburg         | 16  | 3  | 2 | 11 | 025:550 | 0,45  | 08:24  |

Ein zwischen St. Georg und St. Pauli angesetztes Abstiegs-Entscheidungsspiel fiel zunächst am 5. August wegen Regens und dann am 8. August endgültig aus, nachdem am Vorabend zehn Vereine die Fußball-Revolution verkündet hatten, unter ihnen St. Georg. Dem ebenfalls punktgleichen Wandsbeker FC war der Klassenerhalt schon vorher per Bezirksentscheid zugesprochen worden. Das Torverhältnis war bei Punktgleichheit zu der Zeit irrelevant.
| (M) | Titelverteidiger Groß-Hamburg |
| (N) | Aufsteiger                    |

### Elbekreis
| Pl. | Verein                        | Sp. | S  | U | N  | Tore    | Quote | Punkte |
| --- | ----------------------------- | --- | -- | - | -- | ------- | ----- | ------ |
| 1.  | St. Pauli Sportverein         | 16  | 10 | 3 | 3  | 061:300 | 2,03  | 23:90  |
| 2.  | Union 03 Altona               | 16  | 10 | 2 | 4  | 049:270 | 1,81  | 22:10  |
| 3.  | Altona 93                     | 16  | 9  | 2 | 5  | 055:270 | 2,04  | 20:12  |
| 4.  | Ottensener SV 07              | 16  | 9  | 1 | 6  | 062:360 | 1,72  | 19:13  |
| 5.  | SpVgg Blankenese              | 16  | 7  | 3 | 6  | 032:350 | 0,91  | 17:15  |
| 6.  | Rothenburgsorter FK 1908      | 16  | 7  | 3 | 6  | 030:340 | 0,88  | 17:15  |
| 7.  | SC Alemannia 1914 Hamburg (N) | 16  | 5  | 2 | 9  | 034:470 | 0,72  | 12:20  |
| 8.  | FC Teutonia 05 Ottensen       | 16  | 5  | 2 | 9  | 033:510 | 0,65  | 12:20  |
| 9.  | SuS Holsatia Elmshorn (N)     | 16  | 0  | 2 | 14 | 017:860 | 0,20  | 02:30  |

Abstiegs-Entscheidungsspiel: Alemannia – Teutonia 4:1, damit Klassenerhalt für Alemannia
Ein Jahr später (sic) fanden zwei Spiele zwischen den ebenfalls punktgleichen Blankenese und Rothenburgsort statt. Letzterer Verein gewann beide mit jeweils 2:1 und war dadurch für die neue Oberliga 1929/30 qualifiziert.
| (N) | Aufsteiger |

### Finalspiel Groß-Hamburg
|                                   | Ergebnis |                                          |
| --------------------------------- | -------- | ---------------------------------------- |
| Hamburger SV (Sieger Alsterkreis) | 3:0      | St. Pauli Sportverein (Sieger Elbekreis) |

## Bezirksliga Lübeck-Mecklenburg
Die Bezirksliga Lübeck-Mecklenburg war in dieser Spielzeit in zwei Staffeln unterteilt, die Sieger und Vizemeister beider Staffeln trafen in einer Endrunde aufeinander, um den Bezirksmeister auszuspielen. Nur dieser konnte sich aus diesem Bezirk für die norddeutsche Fußballendrunde qualifizieren. Am Ende setzte sich der Bezirkstitelverteidiger Lübecker BV Phönix durch.

### Staffel 1
| Pl. | Verein                  | Sp. | S | U | N | Tore    | Quote | Punkte |
| --- | ----------------------- | --- | - | - | - | ------- | ----- | ------ |
| 1.  | Lübecker BV Phönix (M)  | 10  | 9 | 1 | 0 | 053:120 | 4,42  | 19:10  |
| 2.  | VfL Schwerin            | 10  | 5 | 3 | 2 | 027:230 | 1,17  | 13:70  |
| 3.  | VfR Lübeck              | 10  | 4 | 2 | 4 | 024:230 | 1,04  | 10:10  |
| 4.  | FC Germania 1904 Wismar | 10  | 4 | 2 | 4 | 022:300 | 0,73  | 10:10  |
| 5.  | Rostocker SV 1899 (N)   | 10  | 2 | 2 | 6 | 016:280 | 0,57  | 06:14  |
| 6.  | VfL Eutin (N)           | 10  | 1 | 0 | 9 | 009:350 | 0,26  | 02:18  |

| (M) | Titelverteidiger Lübeck-Mecklenburg |
| (N) | Aufsteiger                          |

### Staffel 2
| Pl. | Verein                | Sp. | S | U | N | Tore    | Quote | Punkte |
| --- | --------------------- | --- | - | - | - | ------- | ----- | ------ |
| 1.  | Schweriner FC 03      | 9   | 8 | 1 | 0 | 050:150 | 3,33  | 17:10  |
| 2.  | Lübecker SV 1913      | 10  | 7 | 0 | 3 | 028:240 | 1,17  | 14:60  |
| 3.  | Oldesloer SV          | 10  | 5 | 2 | 3 | 028:290 | 0,97  | 12:80  |
| 4.  | Rostocker SC 1895     | 10  | 2 | 2 | 6 | 022:340 | 0,65  | 06:14  |
| 5.  | SV Polizei Lübeck (N) | 9   | 2 | 1 | 6 | 019:310 | 0,61  | 05:13  |
| 6.  | Parchimer SC 1913 (N) | 10  | 2 | 0 | 8 | 014:280 | 0,50  | 04:16  |

| (N) | Aufsteiger |

### Finalrunde Lübeck-Mecklenburg
| Pl. | Verein                                        | Sp. | S | U | N | Tore    | Quote | Punkte |
| --- | --------------------------------------------- | --- | - | - | - | ------- | ----- | ------ |
| 1.  | Lübecker BV Phönix (M) (Sieger Staffel 1)     | 6   | 5 | 1 | 0 | 042:800 | 5,25  | 11:10  |
| 2.  | VfL Schwerin (Zweitplatzierter Staffel 1)     | 6   | 3 | 1 | 2 | 020:120 | 1,67  | 07:50  |
| 3.  | Schweriner FC 03 (Sieger Staffel 2)           | 6   | 3 | 0 | 3 | 020:210 | 0,95  | 06:60  |
| 4.  | Lübecker SV 1913 (Zweitplatzierter Staffel 2) | 6   | 0 | 0 | 6 | 010:510 | 0,20  | 0:12   |

| (M) | Titelverteidiger Lübeck-Mecklenburg |

## Bezirksliga Nordhannover
Die Bezirksliga Nordhannover war in dieser Spielzeit ebenfalls in zwei Staffeln unterteilt. Die drei besten Mannschaften jeder Staffel qualifizierten sich für die Finalrunde, in der der Meister des Bezirkes Nordhannover und Teilnehmer an der norddeutschen Fußballendrunde ausgespielt wurde.

### Staffel Nord
| Pl. | Verein                     | Sp. | S | U | N | Tore    | Quote | Punkte |
| --- | -------------------------- | --- | - | - | - | ------- | ----- | ------ |
| 1.  | Viktoria Wilhelmsburg (M)  | 5   | 3 | 2 | 0 | 024:800 | 3,00  | 08:20  |
| 2.  | Borussia Harburg           | 5   | 3 | 1 | 1 | 021:900 | 2,33  | 07:30  |
| 3.  | Viktoria Harburg (N)       | 5   | 2 | 2 | 1 | 010:800 | 1,25  | 06:40  |
| 4.  | FC Normannia Harburg       | 5   | 2 | 1 | 2 | 014:800 | 1,75  | 05:50  |
| 5.  | Lüneburger SK (N)          | 5   | 1 | 0 | 4 | 011:220 | 0,50  | 02:80  |
| 6.  | Wilhelmsburger SK 1920 (N) | 5   | 1 | 0 | 4 | 009:340 | 0,26  | 02:80  |

| (M) | Titelverteidiger Nordhannover |
| (N) | Aufsteiger                    |

### Staffel Süd
| Pl. | Verein                 | Sp. | S | U | N | Tore    | Quote | Punkte |
| --- | ---------------------- | --- | - | - | - | ------- | ----- | ------ |
| 1.  | VfR Harburg            | 5   | 4 | 0 | 1 | 019:120 | 1,58  | 08:20  |
| 2.  | SV Harburg 1924        | 5   | 3 | 1 | 1 | 014:800 | 1,75  | 07:30  |
| 3.  | SC Uelzen 09           | 5   | 3 | 0 | 2 | 016:900 | 1,78  | 06:40  |
| 4.  | Eintracht Lüneburg (N) | 5   | 2 | 1 | 2 | 011:110 | 1,00  | 05:50  |
| 5.  | SC Wilstorf 1910       | 5   | 1 | 1 | 3 | 007:140 | 0,50  | 03:70  |
| 6.  | Wilhelmsburger FV 09   | 5   | 0 | 1 | 4 | 003:160 | 0,19  | 01:90  |

| (N) | Aufsteiger |

### Finalrunde Nordhannover
Aus unbekannten Gründen erfolgte nach Abschluss der Finalrunde eine erneute Runde der drei besten Mannschaften.
Finalrunde:
| Pl. | Verein                    | Sp. | S | U | N | Tore    | Quote | Punkte |
| --- | ------------------------- | --- | - | - | - | ------- | ----- | ------ |
| 1.  | SV Harburg 1924           | 5   | 4 | 0 | 1 | 021:500 | 4,20  | 08:20  |
| 2.  | Viktoria Wilhelmsburg (M) | 5   | 4 | 0 | 1 | 026:130 | 2,00  | 08:20  |
| 3.  | VfR Harburg               | 5   | 3 | 0 | 2 | 024:170 | 1,41  | 06:40  |
| 4.  | Borussia Harburg          | 5   | 2 | 0 | 3 | 010:120 | 0,83  | 04:60  |
| 5.  | Viktoria Harburg          | 5   | 1 | 1 | 3 | 007:170 | 0,41  | 03:70  |
| 6.  | SC Uelzen 09              | 5   | 0 | 1 | 4 | 008:320 | 0,25  | 01:90  |

Zweite Finalrunde:
| Pl. | Verein                    | Sp. | S | U | N | Tore    | Quote | Punkte |
| --- | ------------------------- | --- | - | - | - | ------- | ----- | ------ |
| 1.  | VfR Harburg               | 2   | 2 | 0 | 0 | 004:000 | ∞     | 04:0   |
| 2.  | Viktoria Wilhelmsburg (M) | 2   | 1 | 0 | 1 | 002:200 | 1,00  | 02:20  |
| 3.  | SV Harburg 1924           | 2   | 0 | 0 | 2 | 000:400 | 0,00  | 0:40   |

| (M) | Titelverteidiger Nordhannover |

## Bezirksliga Schleswig-Holstein
Die Bezirksliga Schleswig-Holstein wurde erneut in den Staffel Eider und Förde unterteilt. Die drei besten Mannschaften beider Staffeln qualifizierten sich für die Finalrunde, in der die beiden Schleswig-holsteinischen Vertreter an der norddeutschen Fußballendrunde ermittelt wurden.

### Staffel Eider
| Pl. | Verein                     | Sp. | S | U | N | Tore    | Quote | Punkte |
| --- | -------------------------- | --- | - | - | - | ------- | ----- | ------ |
| 1.  | VfB Union-Teutonia Kiel    | 7   | 6 | 0 | 1 | 035:150 | 2,33  | 12:20  |
| 2.  | FVgg Kilia Kiel            | 7   | 5 | 0 | 2 | 018:900 | 2,00  | 10:40  |
| 3.  | VfR Neumünster             | 7   | 4 | 1 | 2 | 019:170 | 1,12  | 09:50  |
| 4.  | Borussia Gaarden           | 7   | 3 | 2 | 2 | 022:200 | 1,10  | 08:60  |
| 5.  | Preußen 1909 Itzehoe       | 7   | 3 | 1 | 3 | 012:110 | 1,09  | 07:70  |
| 6.  | SV Eintracht Flensburg (N) | 7   | 2 | 1 | 4 | 018:190 | 0,95  | 05:90  |
| 7.  | RSV Eintracht Kiel         | 7   | 1 | 1 | 5 | 009:230 | 0,39  | 03:11  |
| 8.  | SV Brunswiek Kiel (N)      | 7   | 1 | 0 | 6 | 008:270 | 0,30  | 02:12  |

| (N) | Aufsteiger |

### Staffel Förde
| Pl. | Verein                      | Sp. | S | U | N | Tore    | Quote | Punkte |
| --- | --------------------------- | --- | - | - | - | ------- | ----- | ------ |
| 1.  | Holstein Kiel (NM)(M)       | 7   | 6 | 0 | 1 | 047:500 | 9,40  | 12:20  |
| 2.  | Gaardener BV 1923           | 7   | 5 | 0 | 2 | 015:150 | 1,00  | 10:40  |
| 3.  | SV Hohenzollern-Hertha Kiel | 7   | 4 | 1 | 2 | 023:600 | 3,83  | 09:50  |
| 4.  | Olympia Neumünster          | 7   | 4 | 1 | 2 | 018:160 | 1,13  | 09:50  |
| 5.  | Kieler FV 1923 a            | 7   | 3 | 1 | 3 | 017:170 | 1,00  | 07:70  |
| 6.  | VfL Nordmark Flensburg      | 7   | 3 | 0 | 4 | 010:210 | 0,48  | 06:80  |
| 7.  | VfL 05 Heide (N)            | 7   | 1 | 1 | 5 | 008:350 | 0,23  | 03:11  |
| 8.  | Rendsburger SV (N)          | 7   | 0 | 0 | 7 | 004:270 | 0,15  | 0:14   |

| (NM) | norddeutscher Titelverteidiger      |
| (M)  | Titelverteidiger Schleswig-Holstein |
| (N)  | Aufsteiger                          |

### Finalrunde Schleswig-Holstein
In der Finalrunde trafen die drei besten Vereine beider Staffeln in einer Einfachrunde aufeinander. Dabei wurden die erreichten Punkte und Tore aus den Staffelspielen beibehalten und zu den in der Finalrunde erreichten Ergebnissen addiert.
| Pl. | Verein                                                       | Sp. | S  | U | N | Tore    | Quote | Punkte |
| --- | ------------------------------------------------------------ | --- | -- | - | - | ------- | ----- | ------ |
| 1.  | Holstein Kiel (NM)(M) (Sieger Staffel Förde)                 | 12  | 11 | 0 | 1 | 077:120 | 6,42  | 22:20  |
| 2.  | VfB Union-Teutonia Kiel (Sieger Staffel Eider)               | 12  | 8  | 1 | 3 | 049:200 | 2,45  | 17:70  |
| 3.  | SV Hohenzollern-Hertha Kiel (Drittplatzierter Staffel Förde) | 12  | 7  | 2 | 3 | 036:170 | 2,12  | 16:80  |
| 4.  | FVgg Kilia Kiel (Zweitplatzierter Staffel Eider)             | 12  | 6  | 2 | 4 | 025:240 | 1,04  | 14:10  |
| 5.  | Gaardener BV 1923 (Zweitplatzierter Staffel Förde)           | 12  | 6  | 1 | 5 | 021:340 | 0,62  | 13:11  |
| 6.  | VfR Neumünster (Drittplatzierter Staffel Eider)              | 12  | 4  | 2 | 6 | 027:380 | 0,71  | 10:14  |

| (NM) | norddeutscher Titelverteidiger      |
| (M)  | Titelverteidiger Schleswig-Holstein |

## Bezirksliga Südhannover-Braunschweig
Die Bezirksliga Südhannover-Braunschweig war in dieser Spielzeit erneut in zwei Staffeln unterteilt. Die beiden Staffelsieger qualifizierten sich für die norddeutsche Endrunde, ermittelten in einem Finale noch zusätzlich den Bezirksmeister Südhannover-Braunschweig. Die Zweitplatzierten beider Staffeln ermittelten in einem Play-off-Spiel den dritten Teilnehmer an der norddeutschen Fußballendrunde.

### Staffel 1
| Pl. | Verein                        | Sp. | S  | U | N | Tore    | Quote | Punkte |
| --- | ----------------------------- | --- | -- | - | - | ------- | ----- | ------ |
| 1.  | Hannover 96 (M)               | 14  | 10 | 3 | 1 | 060:270 | 2,22  | 23:50  |
| 2.  | SV Arminia Hannover           | 14  | 9  | 3 | 2 | 060:250 | 2,40  | 21:70  |
| 3.  | BV Werder Hannover            | 14  | 6  | 3 | 5 | 045:390 | 1,15  | 15:13  |
| 4.  | VfB Braunschweig              | 14  | 6  | 1 | 7 | 037:370 | 1,00  | 13:15  |
| 5.  | FSV Sport Rot-Weiß Hannover b | 14  | 6  | 0 | 8 | 040:460 | 0,87  | 12:16  |
| 6.  | Leu Braunschweig              | 14  | 3  | 4 | 7 | 033:490 | 0,67  | 10:18  |
| 7.  | SpVgg Hildesheim 07           | 14  | 2  | 5 | 7 | 023:460 | 0,50  | 09:19  |
| 8.  | Borussia Hannover             | 14  | 4  | 1 | 9 | 028:570 | 0,49  | 09:19  |

| (M) | Titelverteidiger Südhannover-Braunschweig |

### Staffel 2
| Pl. | Verein                  | Sp. | S  | U | N  | Tore    | Quote | Punkte |
| --- | ----------------------- | --- | -- | - | -- | ------- | ----- | ------ |
| 1.  | Hannoverscher SC 02 c   | 14  | 10 | 2 | 2  | 044:200 | 2,20  | 22:60  |
| 2.  | VfB Peine               | 14  | 8  | 4 | 2  | 051:280 | 1,82  | 20:80  |
| 3.  | Eintracht Braunschweig  | 14  | 7  | 1 | 6  | 038:220 | 1,73  | 15:13  |
| 4.  | FC Concordia Hildesheim | 14  | 7  | 1 | 6  | 041:390 | 1,05  | 15:13  |
| 5.  | Goslarer SC 08 (N)      | 14  | 5  | 3 | 6  | 023:320 | 0,72  | 13:15  |
| 6.  | Eintracht Hannover      | 14  | 5  | 1 | 8  | 029:440 | 0,66  | 11:17  |
| 7.  | SV Linden 07            | 14  | 3  | 2 | 9  | 025:440 | 0,57  | 08:20  |
| 8.  | VfL Helmstedt           | 14  | 4  | 0 | 10 | 020:420 | 0,48  | 08:20  |

| (N) | Aufsteiger |

### Finalrunde Südhannover-Braunschweig
Endspiel um die Bezirksmeisterschaft:
|                                | Gesamt |                                        | Hinspiel | Rückspiel |
| ------------------------------ | ------ | -------------------------------------- | -------- | --------- |
| Hannover 96 (Sieger Staffel 1) | 6:3    | Hannoverscher SC 02 (Sieger Staffel 2) | 4:1      | 2:2       |

Entscheidungsspiel dritter Teilnehmer:
|                                                  | Gesamt |                                        | Hinspiel | Rückspiel | 3. Spiel |
| ------------------------------------------------ | ------ | -------------------------------------- | -------- | --------- | -------- |
| SV Arminia Hannover (Zweitplatzierter Staffel 1) | 10:3   | VfB Peine (Zweitplatzierter Staffel 2) | 9:3      | 6:2 d     | 1:0      |

## Bezirksliga Weser-Jade
Die Bezirksliga Weser-Jade wurde in dieser Spielzeit erneut in den Staffeln Weser und Jade ausgespielt. Die beiden Staffelsieger qualifizierten sich für die norddeutsche Endrunde, ermittelten in einem Finale aber noch zusätzlich den Bezirksmeister Weser-Jade.

### Staffel Weser
| Pl. | Verein               | Sp. | S  | U | N  | Tore    | Quote | Punkte |
| --- | -------------------- | --- | -- | - | -- | ------- | ----- | ------ |
| 1.  | VfB Komet Bremen (M) | 16  | 15 | 0 | 1  | 083:340 | 2,44  | 30:20  |
| 2.  | Bremer SV            | 16  | 9  | 3 | 4  | 059:350 | 1,69  | 21:11  |
| 3.  | Bremer BV Union      | 16  | 10 | 1 | 5  | 053:420 | 1,26  | 21:11  |
| 4.  | SSV Delmenhorst (N)  | 16  | 7  | 1 | 8  | 042:380 | 1,11  | 15:17  |
| 5.  | Eintracht Bremen (N) | 16  | 7  | 1 | 8  | 049:500 | 0,98  | 15:17  |
| 6.  | Geestemünder SC      | 16  | 6  | 2 | 8  | 054:420 | 1,29  | 14:18  |
| 7.  | SV Frisia Oldenburg  | 16  | 7  | 0 | 9  | 046:540 | 0,85  | 14:18  |
| 8.  | SC Nordenham (N)     | 16  | 5  | 1 | 10 | 030:660 | 0,45  | 11:21  |
| 9.  | SV Grün-Weiß Bremen  | 16  | 1  | 1 | 14 | 019:740 | 0,26  | 03:29  |

| (M) | Titelverteidiger Weser-Jade |
| (N) | Aufsteiger                  |

### Staffel Jade
| Pl. | Verein                       | Sp. | S  | U | N  | Tore    | Quote | Punkte |
| --- | ---------------------------- | --- | -- | - | -- | ------- | ----- | ------ |
| 1.  | SV Werder Bremen             | 16  | 13 | 0 | 3  | 070:230 | 3,04  | 26:60  |
| 2.  | ABTS Bremen                  | 16  | 11 | 2 | 3  | 047:250 | 1,88  | 24:80  |
| 3.  | Wilhelmshavener SV 06        | 16  | 8  | 3 | 5  | 035:380 | 0,92  | 19:13  |
| 4.  | VfL Schutzpolizei Bremen (N) | 16  | 7  | 2 | 7  | 040:310 | 1,29  | 16:16  |
| 5.  | FV 1900 Woltmershausen       | 16  | 6  | 3 | 7  | 039:360 | 1,08  | 15:17  |
| 6.  | VfB Oldenburg                | 16  | 6  | 2 | 8  | 037:410 | 0,90  | 14:18  |
| 7.  | Frisia Wilhelmshaven         | 16  | 7  | 0 | 9  | 035:450 | 0,78  | 14:18  |
| 8.  | VfL Rüstringen               | 16  | 4  | 5 | 7  | 032:490 | 0,65  | 13:19  |
| 9.  | FC Stern Bremen              | 16  | 1  | 1 | 14 | 012:590 | 0,20  | 03:29  |

| (N) | Aufsteiger |

### Finale Weser-Jade
|                                         | Gesamt |                                        | Hinspiel | Rückspiel |
| --------------------------------------- | ------ | -------------------------------------- | -------- | --------- |
| VfB Komet Bremen (Sieger Staffel Weser) | 8:3    | SV Werder Bremen (Sieger Staffel Jade) | 4:2      | 4:1       |

## Endrunde um die norddeutsche Fußballmeisterschaft
Die Endrunde um die norddeutsche Fußballmeisterschaft fand erneut zuerst im K.-o.-System statt. Nach der Qualifikation trafen die siegreichen Mannschaften im Rundenturnier in einer Einfachrunde aufeinander, um den norddeutschen Fußballmeister zu ermitteln. Die Verlierer der Qualifikation spielten ebenfalls eine Einfachrunde, der Sieger dieser Runde traf in einem Play-off-Spiel auf den Zweitplatzierten der Siegerrunde um den zweiten norddeutschen Teilnehmer an der deutschen Fußballmeisterschaft zu ermitteln.

### Qualifikation
Gespielt wurde am 11. und 18. März 1928. Titelverteidiger Holstein Kiel erhielt ein Freilos.
|                                                                   | Ergebnis  |                                                                   |
| ----------------------------------------------------------------- | --------- | ----------------------------------------------------------------- |
| VfB Komet Bremen (Meister Bezirk Weser-Jade)                      | 3:4       | Hamburger SV (Meister Bezirk Groß-Hamburg)                        |
| Lübecker BV Phönix (Meister Bezirk Lübeck-Mecklenburg)            | 2:3       | St. Pauli Sportverein (Vizemeister Bezirk Groß-Hamburg)           |
| SpVgg Hannover 1897 (Vizemeister Bezirk Südhannover-Braunschweig) | 1:5       | SC Victoria Hamburg (Teilnehmer Bezirk Groß-Hamburg)              |
| Union 03 Altona (Teilnehmer Bezirk Groß-Hamburg)                  | 0:2       | SV Arminia Hannover (Dritter Teilnehmer Südhannover-Braunschweig) |
| VfB Union-Teutonia Kiel (Vizemeister Bezirk Schleswig-Holstein)   | 1:3       | Hannover 96 (Sieger Bezirk Südhannover-Braunschweig)              |
| VfR Harburg (Meister Bezirk Nordhannover)                         | 6:3 n. V. | SV Werder Bremen (Vizemeister Bezirk Weser-Jade)                  |

### Siegerstaffel
| Pl. | Verein                | Sp. | S | U | N | Tore    | Quote | Punkte |
| --- | --------------------- | --- | - | - | - | ------- | ----- | ------ |
| 1.  | Hamburger SV          | 6   | 6 | 0 | 0 | 023:500 | 4,60  | 12:0   |
| 2.  | Holstein Kiel (NM)    | 6   | 5 | 0 | 1 | 027:500 | 5,40  | 10:20  |
| 3.  | SC Victoria Hamburg   | 6   | 3 | 0 | 3 | 014:100 | 1,40  | 06:60  |
| 4.  | Hannover 96           | 6   | 3 | 0 | 3 | 015:190 | 0,79  | 06:60  |
| 5.  | SV Arminia Hannover   | 6   | 2 | 1 | 3 | 009:250 | 0,36  | 05:70  |
| 6.  | St. Pauli Sportverein | 6   | 1 | 1 | 4 | 008:170 | 0,47  | 03:90  |
| 7.  | VfR Harburg           | 6   | 0 | 0 | 6 | 004:190 | 0,21  | 0:12   |

| (NM) | norddeutscher Titelverteidiger |

### Verliererstaffel
| Pl. | Verein                  | Sp. | S | U | N | Tore    | Quote | Punkte |
| --- | ----------------------- | --- | - | - | - | ------- | ----- | ------ |
| 1.  | Union 03 Altona         | 5   | 3 | 1 | 1 | 014:100 | 1,40  | 07:30  |
| 2.  | SpVgg Hannover 1897     | 5   | 3 | 0 | 2 | 013:400 | 3,25  | 06:40  |
| 3.  | SV Werder Bremen        | 5   | 3 | 0 | 2 | 010:130 | 0,77  | 06:40  |
| 4.  | Lübecker BV Phönix      | 5   | 2 | 0 | 3 | 008:120 | 0,67  | 04:60  |
| 5.  | VfB Komet Bremen        | 5   | 2 | 0 | 3 | 010:150 | 0,67  | 04:60  |
| 6.  | VfB Union-Teutonia Kiel | 5   | 1 | 1 | 3 | 011:120 | 0,92  | 03:70  |

### Entscheidungsspiel zweiter Teilnehmer
| Datum        |                                                | Ergebnis |                                                    |
| ------------ | ---------------------------------------------- | -------- | -------------------------------------------------- |
| 1. Juli 1928 | Holstein Kiel (Zweitplatzierter Siegerstaffel) | 3:2      | Union 03 Altona (Erstplatzierter Verliererstaffel) |